# You Don't Own Me
You Don't Own Me è un singolo dalla cantante statunitense Lesley Gore, pubblicato nel dicembre 1963 come secondo estratto dal secondo album in studio Lesley Gore Sings of Mixed-Up Hearts.

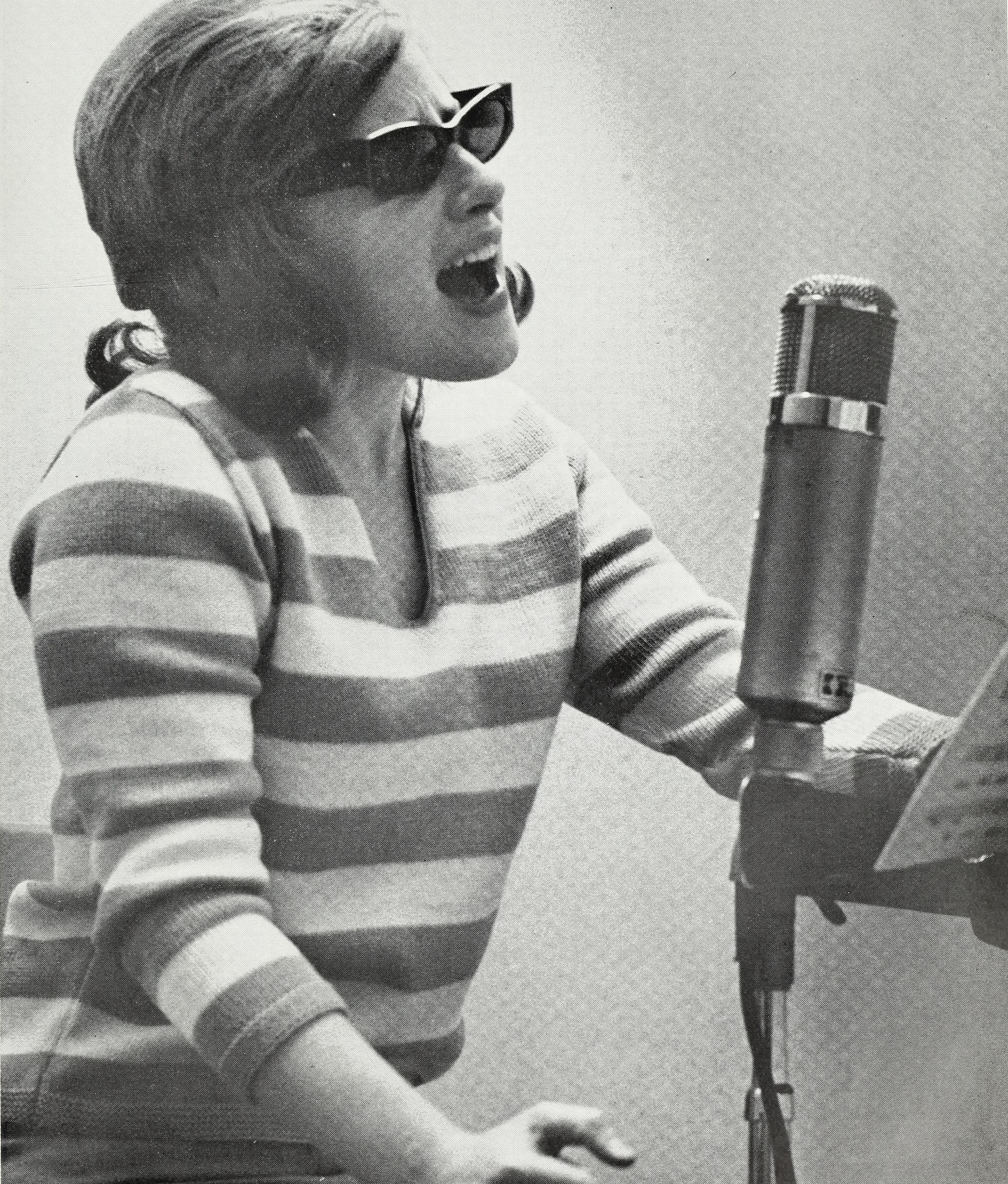
Gore canta il brano nel 1963 durante l'intervista per Cash Box

## Descrizione
Il brano, dotato di un testo dalla spiccata impronta femminista, è stato scritto da John Madara e David White, e ribadisce la libertà che le donne devono avere di essere se stesse e di vivere la vita che vogliono, senza che nessuno decida per loro. Il testo recita infatti: You Don't Own Me / I am not one of your many toys [...] Don't tell me what to do / And don't tell me what to say [...] I'm free and I love to be free / to live my life the way I want / to say and do whatever I please ("Tu non mi possiedi / Non sono uno dei tuoi tanti giocattoli [...] Non dirmi cosa fare / E non dirmi cosa dire [...] Io sono libera e amo essere libera / Di vivere la mia vita come voglio / e di dire e fare ciò che mi piace").
La rivista di critica musicale Cash Box definì la canzone "una ballata potente, orecchiabile, con un ritmo in cui [Gore] dichiara la sua indipendenza".
La canzone divenne un potente inno all'emancipazione femminile, al pari della celebre Respect della grande Aretha Franklin, brano uscito quattro anni più tardi.

## Successo commerciale
You Don't Own Me raggiunse la seconda posizione della classifica Billboard Hot 100 negli Stati Uniti, dietro solo alla celeberrima hit I Want to Hold Your Hand dei Beatles. Il brano divenne così la seconda canzone più conosciuta della cantante: la precede infatti It's My Party. Fu inoltre l'ultima sua canzone ad entrare nella top 10 della Billboard.

## Altre versioni
Numerose versioni vennero realizzate in seguito del brano di Lesley Gore.
Nel 1964 venne incisa su 45 giri da vari autori la cover italiana intitolata Va, tu sei libero, con un testo di Luciano Beretta assai diverso dall'originale: la interpretavano Dalida e la stessa Lesley Gore, oltre a Isabella Iannetti che la presentò anche al Cantagiro 1964.
Nel 2015 la cantante australiana Saygrace ha inserito nel suo primo disco in studio FMA una versione moderna del brano, creata in collaborazione con il rapper statunitense G-Eazy, remix che ha ottenuto un notevole successo commerciale.
Nel 2019 anche le cantanti statunitensi Ariana Grande e Kristin Chenoweth hanno inciso una cover del brano.

## Nella cultura di massa
Interpretazioni originali del brano sono inserite nelle colonne sonore dei film:
- Dirty Dancing (1987), cantata in versione maschile dai Blow Monkeys
- Il club delle prime mogli (1996), cantata nella scena finale dalle protagoniste Diane Keaton, Bette Midler e Goldie Hawn
- Suicide Squad (2016), tratta dal disco FMA della cantante Saygrace